# احتجاجات جزر سليمان 2021
احتجاجات جزر سليمان 2021 هي سلسلة من المظاهرات المستمرة وأعمال الشغب العنيفة في جزر سليمان،والتي بدأت في 24 نوفمبر 2021.

## الخلفية
كانت جزر سليمان تاريخياً في حالة نزاع عرقي حتى عام 2003، عندما نشرت أستراليا قوات حفظ سلام. كثيرًا مااشتكى سكان ماليتا، الجزيرة الأكثر اكتظاظًا بالسكان في البلاد،من إهمال الحكومة المركزية لجزيرتهم.
في عام 2019 ،سحبت الحكومة المركزية برئاسة رئيس الوزراء ماناسيه سوغافارا اعترافها بجمهورية الصين (تايوان) وأقامت علاقات مع جمهورية الصين الشعبية. ومع ذلك ،استمرت محافظة ماليتا في تلقي الدعم من قبل تايوان والولايات المتحدة، حيث أرسلت الأخيرة 25 مليون دولار أمريكي من المساعدات إلى الجزيرة في عام 2020. كما أجرى رئيس وزراء مقاطعة مالايتا دانيال سويداني، استفتاءً على الاستقلال في عام 2020 اعتبرته الحكومة الوطنية غير شرعي. كما تمت الإشارة إلى أرتفاع معدلات البطالة والفقر،الذي تفاقم بسبب إغلاق الحدود أثناء جائحة فيروس كورونا ،كسبب للاضطرابات. كما اتُهمت الشركات الصينية بإعطاء وظائف للأجانب بدلاً من السكان المحليين.